# Divadlo DISK
Divadlo DISK (zkratka názvu: Divadelní Studio Konzervatoře) je pražské divadlo, které sídlí v Karlově ulici 26 na Praze 1 v budově DAMU. Představuje součást Divadelní fakulty Akademie múzických umění v Praze. Účinkují zde studenti Katedry činoherního divadla (KČD) a studenti Katedry alternativního a loutkového divadla (KALD).

## Historie

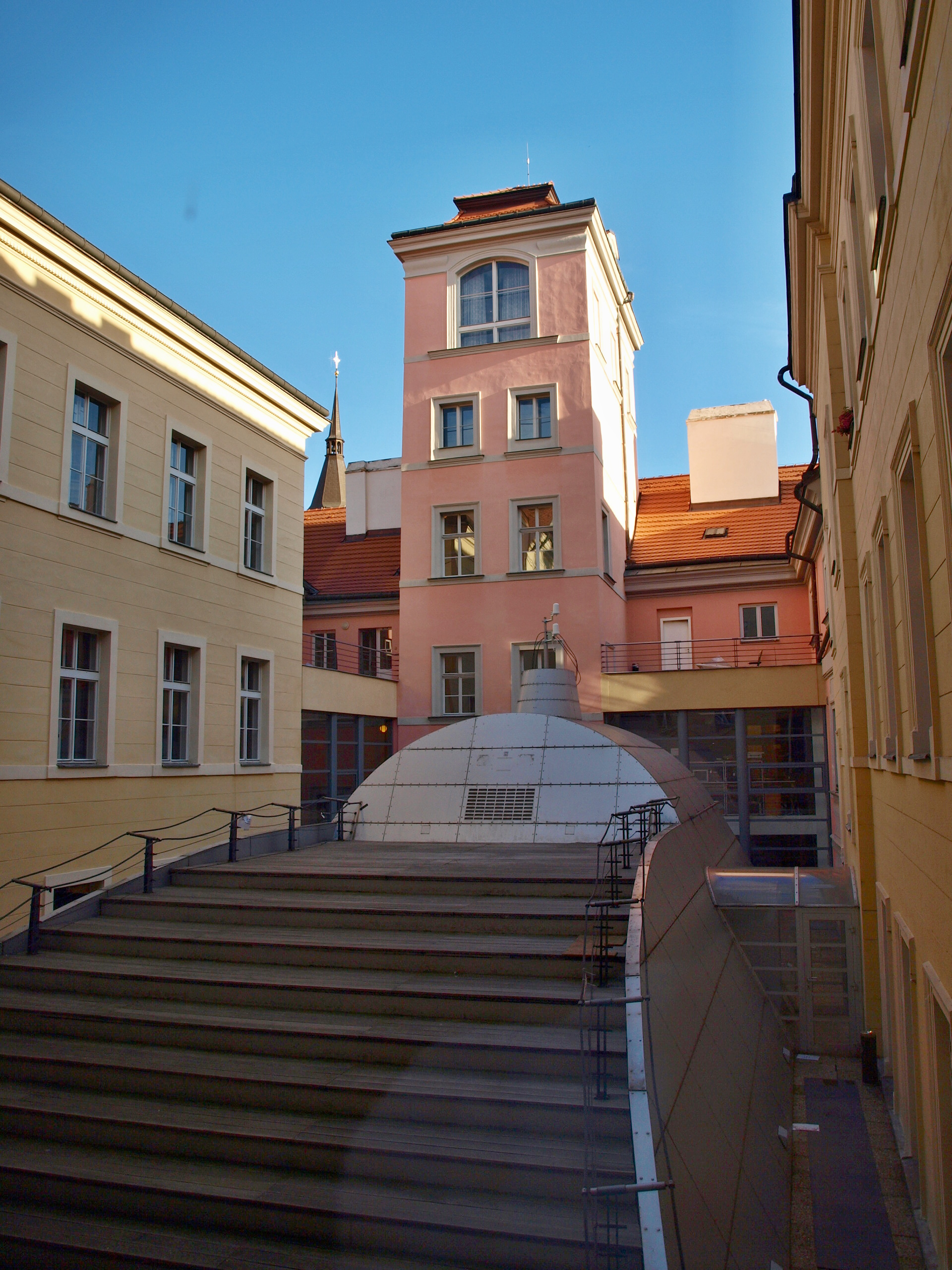
Divadlo DISK v paláci Kokořovských

Divadlo vzniklo v roce 1945 jako stálá školní scéna pro veřejná absolventská představení studentů dramatického oddělení Státní konzervatoře v Praze. Jeho původním sídlem byl sál Unitarie v Karlově ulici č. 8 na Starém Městě.
Když v roce 1946 vznikla Akademie múzických umění v Praze, stal se DISK její součástí. Do roku 1993 působilo divadlo stále v budově Unitarie (dnes divadlo Ta Fantastika), pak však museli studenti tento prostor opustit. Pod hlavičkou DISKu byla absolventská představení uváděna na různých místech Prahy – v Divadle v Řeznické, v Rubínu, v Divadle v Celetné a jinde. Pohostinství Divadla v Celetné využíval DISK až do roku 1999, postupně však uměleckým a pedagogickým požadavkům přestal prostor vyhovovat. Proto začalo v atriu budovy DAMU vznikat nové divadlo podle návrhu architektů Karla Hubáčka a Jiřího Hakulína. Slavnostní otevření proběhlo v únoru 1999. Nový DISK je studiový prostor s kapacitou asi 130 diváků, kde lze vytvářet nejrozmanitější divadelní i jiné kulturní produkce.
Vedle DISKu existuje při DAMU ještě malá scéna – studiový prostor "Řetízek", který vznikl v roce 1996 v zadním traktu budovy (do Řetězové ulice), kde DISK před vznikem nového divadelního prostoru také vystupoval.

## Citát
| „                  | Ale divadlo ještě nemělo jméno. A tak jsme stáli jak tři sudičky na ochozu nad vstupní halou a rokovali o vhodném názvu. Nechtěli jsme nic honosného. Prostou informaci, co to vlastně bude – divadelní studio konzervatoře. "DISK", řekl Pleskot. A Tröster se rozhořel: "To je ohromný, kluci! Disk! Já vám udělám plakáty – barevný s bílým kulatým terčem – takový na plakátovišti nikde nejsou a nikdo je nepřehlédne! A taky se vzápětí nad vchodem v Karlově ulici vyhoupl nový bílý úplněk se čtyřmi písmeny: DISK. A já psal do prvního programu o "disku" jako symbolu našeho mladého odhodlání rozletět se nad závodištěm nové divadelní generace a obstát co nejčestněji. Zahájili jsme. | “ |
| — Radovan Lukavský | |   |

## Současnost
V divadle DISK nastudovávají a pravidelně hrají svá představení studenti herectví, scénografie, režie, dramaturgie a produkce DAMU. K tomu jim slouží profesionální zázemí provozních zaměstnanců (provoz, propagace, výroba).

## Další studentské scény v Česku
Mezi další scény tohoto druhu v ČR patří především studio Marta na brněnské JAMU. Dále pak také Divadlo Na Rejdišti Pražské konzervatoře.